# Colegiul Național Constantin Diaconovici Loga
Colegiul Național Constantin Diaconovici Loga (abgekürzt Colegiul Național C.D. Loga, deutsch Nationalkolleg Constantin Diaconovici Loga) ist ein Lyzeum am Bulevardul C.D. Loga Nummer 37, im Stadtteil Cetate der westrumänischen Stadt Timișoara und das erste rumänische Lyzeum im Banat.
Namensgeber ist der in Lugoj geborene rumänische Schriftsteller und Pädagoge Constantin Diaconovici Loga. Das Schulgebäude wurde 2004 in die Liste der denkmalgeschützten historischen Gebäude des Kreises Timiș aufgenommen.

## Geschichte
In den Jahren 1890–1892 stellte sich die Frage der Gründung eines neuen Oberstufengymnasiums in Temeswar, da das Piaristengymnasium überbelegt war und nicht mehr alle Anwärter aufnehmen konnte. Im Jahr 1897 wurde ein Abkommen zwischen dem Bildungsminister des Königreichs Ungarn Gyula Wlassics und der königlichen Freistadt Timișoara geschlossen. Dieses Abkommen diente als Grundlage für den Vertrag vom 1. August 1897, der folgendes vorsah:
- Die freie Reichsstadt Temeswar verpflichtet sich ein Grundstück von 2400 Quadratmeter zum Bau eines Gymnasiums dem Staat zu überlassen. Das Grundstück wird durch den Abriss der Festungsmauer zwischen den Lagerhallen des Hunydischlosses und der „Siebenbürger Kaserne“ bereitgestellt.
- Die Stadt beteiligt sich mit 50000 Florin an den Baukosten der Schule und hinterlegt diesen Betrag bei der Finanzverwaltung von Temeswar bis zum Ende des Geschäftsjahres 1897
- Die Stadt verpflichtet sich auch weiterhin den vereinbarten Betrag zugunsten des katholischen Piaristengymnasiums zu zahlen.
- Die Stadt verzichtet für immer auf jeden Anspruch an einem Anteil der Schulgebühren.[2]

Der Schulbetrieb begann 1897 mit einer ersten Klasse und hatte 58 Schüler: 24 Ungarn, 10 Rumänen, der Rest Deutsche, Serben und andere. Unter den 24 als Ungarn registrierten Schülern waren neun Juden.
Das heutige Schulgebäude wurde nach den Plänen des Architekten Ignác Alpár im Jahr 1903 seiner Bestimmung übergeben.
Nach 1918 entwickelte sich das Lyzeum Constantin Diaconovici Loga schnell zu einem wichtigen Zentrum der rumänischen Kultur im Banat. Im Schuljahr 1933/34 wurde eine Abteilung mit serbischer Unterrichtssprache eingerichtet und ein Jahr später eine Abteilung mit Unterricht in ungarischer Sprache. Die ungarische Abteilung wurde 1971 mit dem Lyzeum Nr. 1 zusammengelegt und das ungarische Béla Bartók Lyzeum gegründet.
Während der sozialistischen Regierung wurde das Lyzeum zuerst in Nikos Beloianis Lyzeum umbenannt, danach in Școala Medie Nr. 1. Seit 1970 trägt das Lyzeum wieder seinen ursprünglichen Namen Constantin Diaconovici Loga.
2005 bestand der Schulbetrieb aus 52 Klassen mit 1370 Schülern.

## Lehrer
Am Nationalkolleg Constantin Diaconovici Loga waren im Laufe der Zeit bedeutende rumänische Persönlichkeiten als Lehrer tätig:
- George Călinescu (1899–1965)[3]
- Camil Petrescu (1894–1957)[4]

## Fachbereiche
Das Nationalkolleg Constantin Diaconovici Loga ist auf vier Fachbereiche ausgerichtet:
- Mathematik-Informatik
- Naturwissenschaften
- Sprachwissenschaften
- Sozialwissenschaften

## Publikationen
Das Nationalkolleg Constantin Diaconovici Loga ist Herausgeber der Zeitschrift LogaRitm.